# توسعه مشتری‌محور
توسعه مشتری‌محور روشی معمول برای تأسیس استارتآپ‌ها و شرکتهای سرمایه‌گذاری جدید است که یک گام از توسعه سه‌بخشی به روش لین (نوپای ناب؛ نوشته اریک ریس) محسوب می‌شود. (طراحی مدل کسب‌وکار، توسعه مشتری‌محور، مهندسی چابک)
این روش خطرات شکست ایده اولیه در مدل کسب‌وکار را ارزیابی می‌کند. (مشتریان چه کسانی هستند؟ چه امکاناتی نیازدارند؟ از چه راهکارهایی استفاده می‌کنند؟ استراتژی‌های کسب درآمد و ارزش‌گذاری، چگونه مشتریان را جذب کنیم، نگه‌داریم و افزایش دهیم؟ فعالیت‌های استراتژیک برای ارائه محصول کدام است؟ منابع مورد نیاز داخلی چیست؟ شرکای مورد نیاز چه کسانی هستند و هزینه شراکت چقدر است؟)
در عمل توسعه مشتری‌محور، ایده کلیدی را در نظر می‌گیرد و آن را از بیرون مورد ارزیابی قرار می‌دهد. این روش با شبیه‌سازی شرایط بر اساس واقعیت‌های علمی – یک روش کسب‌وکار را در نظر می‌گیرد، آن را توسعه می‌دهد، از نگاه یک عنصر خارجی به آن نگاه می‌کند و سپس داده‌های به دست آمده را تحلیل می‌کند تا پاسخ بدهد:
1. فرضیه کاملاً رد است
2. فرضیه مورد تأیید است
3. فرضیه نیاز به اصلاح دارد

بسیاری از استارتآپ‌ها در مراحل اولیه تمامی تلاش خود را انجام می‌دهند تا خیلی سریع محصول خود طراحی کنند یا بسازند و سپس از بیرون به آن نگاه کنند (دقیقاً به معنای توسعه مشتری‌محور) توسعه مشتری‌محور صاحبان ایده را تشویق می‌کند تا بیشتر زمان خود را صرف شناسایی و تحلیل مشتریان و نیازهای آن‌ها نمایند و در واقع بسیار متکی به پیاده‌سازی بر اساس تجربیات است.
توسعه مشتری‌محور در واقعاً در مقابل استراتژی توسعه محصول‌محور است. توسعه محصول‌محور معتقد است «اگر ما چیزی بسازیم، حتماً دیگران خواهان آن هستند» و توسعه مشتری‌محور معتقد است این استراتژی بسیاری از مجموعه‌ها را در خطر جدی سقوط قرار می‌دهد.
روش توسعه محصول‌محور توسط مربی مطرح کارآفرینی و پدر جنبش لین‌استارتآپ، استیو بلنک ساخته شده است. بر اساس نظریه استیو بلنک، استارتآپ‌ها نمونه کوچک و ساده شرکت‌های بزرگ و توسعه یافته نیستند. شرکت‌های کوچک در اصول توسعه و همین‌طور راه‌های توسعه بسیار متفاوت‌تر از شرکت‌های بزرگ هستند. به عنوان مثال در حالی که شرکت‌های بزرگ از روش‌های کسب‌وکار شناخته شده و ثابتی استفاده می‌کنند، استارتآپ‌ها باید به دنبال یک روش کسب‌وکار جدید باشند. توسعه مشتری‌محور به استارتآپ‌ها در یافتن یک روش قابل استفاده و مقیاس‌پذیر کمک می‌کند.

## تاریخچه
توسعه مشتری‌محور در دهه ۹۰ میلادی توسط مربی مطرح کسب‌وکار، استیو بلد مطرح شد. زمانی که بلنک در حال نگارش خاطرات خود به عنوان یک کارآفرین در سیلیون‌ولی بود، به مرور شروع به یادداشت الگوی‌های توسعه و راه‌ندازی مورد استفاده خود نمود. او در این یادداشت‌ها به این مسئله اشاره کرد که استارتآپ‌ها، نسخه کوپک و ساده شرکت‌های بزرگ نیستند و نیازمند یک الگوی نظام‌مند برای ایجاد یک مدل کسب‌وکار تکرار پذیر و مقیاس پذیر هستند.
جوهره اصلی کتاب اول او، The Four Steps to the Epiphany، شامل استراتژی‌های موفق برای ساخت یک محصول موفق است، که به عنوان متن درسی در نخستین کلاس درسی و آموزش توسعه مشتری‌محور مود استفاده قرار گرفت. جنبش نوپای ناب به نوعی از این کتاب آغاز شد.
کتاب دوم بلنک، The Startup Owner’s Manual، یک راهنمای گام به گام برای کارآفرینان است تا به کمک مرام توسعه مشتری‌محور کسب‌وکارهای موفقی را بنا کنند.

## پردازش چهار محله‌ای
روش توسعه مشتری‌محور شامل چهار مرحله برای جلوگیری از اشتباهات تکراری در حوزه کارآفرینی و تکرار استراتژی کسب‌وکارهای موفق است:
- جستجوی مشتری‌محور: ایجاد یک طرح اولیه از ایده سرمایه‌گذار و ایجاد یک نمونه اولیه برای تست توسط مشتری تا این ایده با حقایق مورد نظر مشتری تست و واکنش او نسبت به محصول سنجیده شود.
- اعتبارسنجی مشتری‌محور: باید توجه شود از نتایج حاصل از مرحله قبل یک مدل تکرار پذیر و مقیاس پذیر بدست می‌آید یا خیر. اگر نه، باید دوباره به مرحله جستجوی مشتری‌محور بازگشت.
- آفرینش مشتری‌محور: این آغاز مرحله اجراست. زمانی که کانال‌های فروش برای رسیدن به مشتری نهایی مورد بررسی قرار می‌گیرد.
- ساخت شرکت: آغاز توسعه به سمت یک شرکت بزرگ و اجرای یک مدل کسب‌وکار معتبر.[۸]

## مدل کسب‌وکار
از نگاه توسعه مشتری‌محور، مدل کسب‌وکار تعریف دیگری از این مسئله است که مجموعه چگونه می‌تواند یک محصول را بسازد، آن را ارائه کند و ارزش آن را به نمایش بگذارد. به صورت شفاف تر ساخته می‌شود تا نظرات مشتریان را بسیار سریع و به صورت مداوم به نمایش بگذارد.
مدل کسب‌وکار بر پایه سک شعار بنا شده است: «اول ارتباط با مشتری، سپس چشم‌انداز سرویس‌ها» -No business plan survives first contact with customers. - چشم‌انداز کسب‌وکار سندی اجریی‌ست که توسط کسب‌وکارها نوشته می‌شود تا مدل کسب‌وکار بر اساس آن به وجود بیاید. اگر چه برای یک استارتآپ ناشناخته‌های بسیار زیادی در راه نگارش یک چشم‌انداز موفق وجود دارد. استراتژی‌های کسب‌وکار ثابت در مواجهه با بازارا هدف بسیار سریع تغییر می‌کنند.
استارتآپ‌ها به صورت مداوم باید در جستجوی یک مدل کسب‌وکار باشند. مدل‌های کسب‌وکاری که در دنیای واقعی تست شده‌اند (به عنوان مثال با طراحی MVPهای مختلف) تا تمام داده‌های مربوط به مشتری را جمع‌آوری نموده و تغییرات لازم را اعمال کنند. زمانی که یک مدل موفق و تکرارپذیر یافته شد، حالا زمان ورود به بخش چشم‌انداز کسب‌وکار است.